# فيليب فرانز فون والثر
فيليب فرانز فون والثر (بالألمانية: Philipp Franz von Walther)‏ هو طبيب عيون وجراح ألماني، ولد في 3 يناير 1782 في Burrweiler ‏ في ألمانيا، وتوفي في 29 ديسمبر 1849 في ميونخ في ألمانيا.